# Самотлорское нефтяное месторождение
Самотло́рское нефтяно́е месторожде́ние (Самотло́р) — крупнейшее в России и 7-е по размеру в мире нефтяное месторождение. В 1971 году месторождение дало первый миллион тонн нефти, а уровня бакинской нефтедобычи (20 млн т за 100 лет) тюменская нефть благодаря Самотлору достигла за 6 лет.
Расположено на востоке Ханты-Мансийского автономного округа — Югры (Нижневартовский район) под одноимённым озером, в непосредственной близости от городов Нижневартовска и Мегиона, а также посёлка Излучинска.

## Этимология
«Самотлор» в переводе с хантыйского языка трактовалось как «озеро-ловушка», что связывают с топкостью его берегов. Хантывед Валерий Михайловский считает, что название восходит к словам «сам» – сердце, сердцевина чего-то, и «лор» – озеро, или к слову «самi лот» –  родник.

## Характеристики месторождения
Размеры месторождения: ~47 км с запада на восток и ~78 км с севера на юг. Площадь лицензионного участка составляет 2516,9 км² (для сравнения, современная Москва имеет площадь 2561,5 км²).
Запасы оцениваются в 7,1 млрд тонн нефти. Доказанные запасы нефти на 31 декабря 2018 года по классификации PRMS, DeGolyer & MacNaughton оцениваются в 3 625,7 млн барр (не путать с тоннами). Текущие извлекаемые запасы — порядка 1 млрд тонн нефти.
Месторождение относится к Западно-Сибирской провинции. Открыто в 1965 году. Промышленная нефтегазоносность выявлена в 18 продуктивных пластах, приуроченных к юрской и меловой системам, залегающих на глубинах от 1600 до 2500 метров. Начальный дебит скважин 47—1200 т/сут. Плотность нефти 0,85 г/см³, содержание серы 0,68—0,86 %.
Местоположение Самотлорского месторождения, в силу его стратегического характера, в начале XXI века тщательно скрывалось на выходящих в России картах. Сейчас его легко можно найти на навигаторах и спутниковых картах (например, Google Maps).
На сегодняшний день месторождение находится на четвёртой (поздней) стадии разработки. Степень выработанности запасов составляет более 70 %. Основные остаточные запасы являются трудноизвлекаемыми и сконцентрированы в пласте АВ1-2 «Рябчик».
В настоящее время доля воды в добываемой на Самотлоре жидкости выше 90 %.
Отбор от начальных извлекаемых запасов составляет более 75 %, кратность запасов по отношению к текущей добыче — 47 лет.
Всего за годы эксплуатации месторождения на нём было пробурено более 20 тысяч скважин, добыто более 2,8 млрд т нефти и более 395 млрд м³ газа. Вклад месторождения в добычу 12 миллиардов тонн югорской нефти (за всю историю) составил более 20 %.
Протяжённость нефтепроводов составляет около 5911 км. Разветвлённая сеть автомобильных дорог с твёрдым покрытием общей протяжённостью 1923 км проложена по всему месторождению.
В настоящее время разработку месторождения ведёт одно из основных добывающих предприятий НК «Роснефть» — АО «Самотлорнефтегаз». Оно было учреждено 15 марта 1999 года в результате реорганизации АО «Нижневартовскнефтегаз» и находилось до 2013 года под контролем ТНК-BP.
В начале 2000-х годов в разработке находилось 6 487 скважин из общего фонда 15 301. Считается, что при грамотной эксплуатации добыча нефти на месторождении возможна ещё в течение 20-30 лет. 

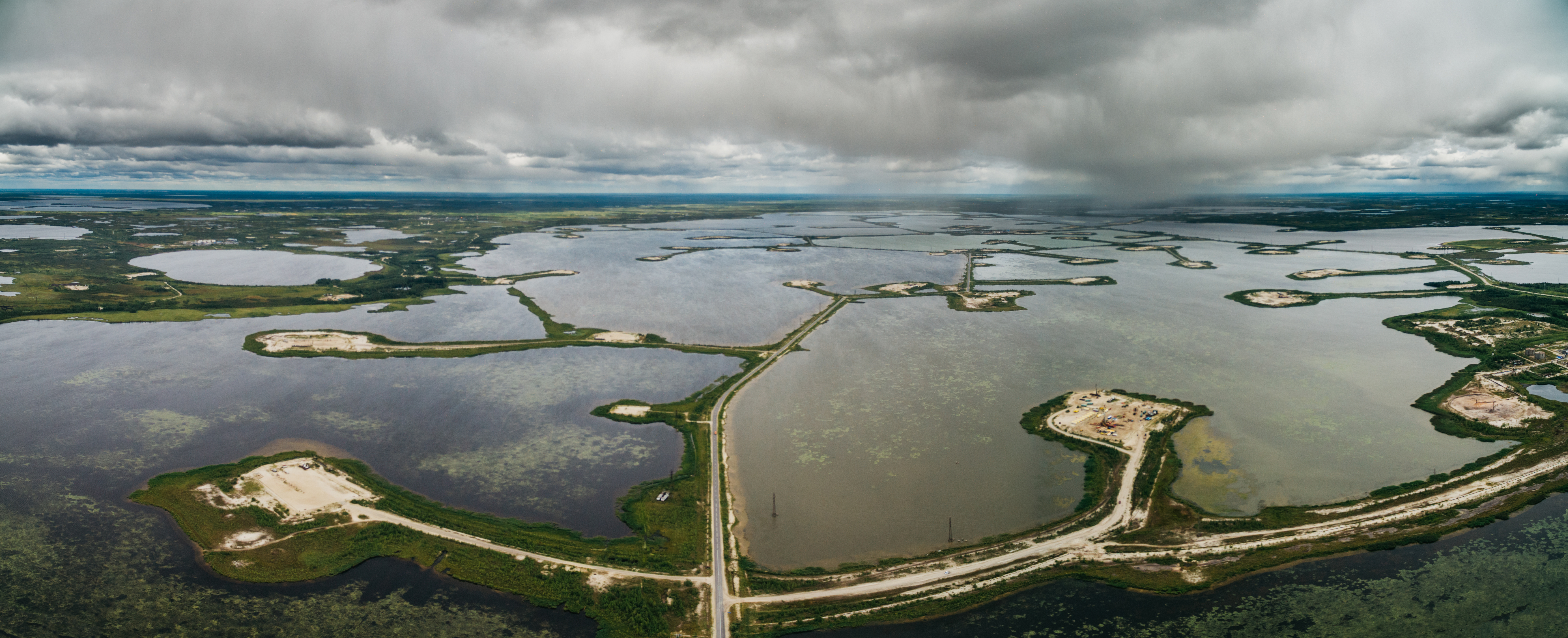
Кустовые площадки, отсыпанные песком, фото с квадрокоптера, август 2018 года.

## Освоение
Месторождение было открыто Мегионской нефтеразведочной экспедицией под руководством В. А. Абазарова. Днём открытия Самотлора считается 29 мая 1965 года, когда из первой разведочной скважины Р-1, пробурённой бригадой бурового мастера Григория Норкина, забил первый нефтяной фонтан. В тот же день начальник мегионской экспедиции Владимир Абазаров отправил радиограмму начальнику Главтюменьгеологии Юрию Эрвье:
«На скважине P-1 Самотлора в интервале 2123—2130 метров получен нефтяной фонтан. Скважина на отработке. Визуальный дебит более 300 кубометров в сутки». 
22 июня 1965 года из поисковой скважины ударил фонтан небывалой мощности — более 1000 кубометров нефти в сутки. Внутрипластовое давление было столь высоким, а нефть рвалась из глубин с такой силой, что нагревались стальные трубы. В этот день стало ясно, что Самотлор — уникальное месторождение с большим будущим.
Месторождение на многие километры окружают непроходимые болота. Зимой геологи пробирались к нему на лыжах.
Опыта эксплуатации месторождений на болоте не было ещё в мировой практике. Рассматривались два варианта: осушить озеро-болото или построить на нём эстакады и бурить с площадок, как на морских нефтепромыслах в Баку.
Первый вариант был отвергнут из-за опасности пожара — сухой торф мог вспыхнуть, как порох. Второй — из-за длительности строительных работ. Был найден третий вариант — создавать промысел прямо на озере-болоте, отсыпая искусственные острова для буровых вышек.

## Эксплуатация
27 января 1969 года началось бурение первой эксплуатационной скважины № 200. Работа была поручена бригаде Степана Повха. Заведующий Самотлорским нефтепромыслом Иван Рынковой вспоминал:
«Сейчас до Самотлора по бетонной дороге мы доезжаем за сорок минут. А тогда эти тридцать километров преодолевались по замёрзшему болоту месяц. Суровая была зима, стрелы у экскаваторов лопались от мороза, даже солярка замерзала. Но скважину мы пробурили…»
В эксплуатацию скважину ввели через месяц — 28 февраля. А ещё через месяц, 2 апреля, «двухсотку» подключили к нефтесборной сети Советского Союза.
Для нефтяников Самотлора были возведены города Мегион и Нижневартовск. Они построены на болоте, поэтому все здания здесь, даже 16-этажные, воздвигнуты или на насыпных песчаных основаниях, или на сваях.
В 1981 году была добыта миллиардная тонна нефти. А уже через 5 лет, в 1986 году, на поверхность подняли и второй миллиард тонн нефти.
В 1980 году на месторождении был достигнут пик годовой добычи — 158,9 млн т. Однако вследствие интенсивной разработки месторождения в советский период качество запасов стало ухудшаться, добыча нефти резко снизилась.
На 1997 год из Самотлорского месторождения за тридцать лет было добыто более 1,9 млрд тонн нефти. Добыча упала до 36 тыс. т. в день; предполагалось, что месторождение практически исчерпано. Однако современные технологии и интенсивное бурение позволили несколько увеличить отдачу.
В 2018 году объём инвестиций в бурение и строительство сопутствующей инфраструктуры относительно уровня 2017 года вырос на 30 %, а количество новых скважин увеличилось на 34 % в 2018 году и на 45 % в 2019 году. Принципиально изменилась технология их строительства — сегодня на месторождении практически все скважины являются горизонтальными с применением технологии многостадийного гидроразрыва пласта.
Для эффективной добычи запасов зрелого месторождения на Самотлоре широко используются физико-химические методы повышения нефтеотдачи, мероприятия по управлению заводнением, ведётся уплотняющее бурение. Для освоения ранее недоступных краевых зон применяется технология строительства сверхдлинных скважины с протяжённостью горизонтального участка 1,5—2 тыс. м.
По итогам 2019 года на Самотлорском месторождении добыто порядка 20 млн тонн нефти и более 6076 млн м³ попутного газа.

## История по годам

### 1961—1970
- 9 декабря 1961 — первый секретарь Тюменского обкома КПСС Борис Щербина направил в ЦК КПСС записку «Об усилении нефтепоисковых работ и организации нефтегазоперерабатывающей промышленности в Тюменской области».
- весна 1963 — начальник Нижневартовской сейсмопартии Леонид Кабаев убедил начальника Мегионской нефтеразведочной экспедиции Владимира Абазарова в необходимости базировки бурового станка и бурении скважины на Самотлорской структуре.
- конец 1963 — получив готовую структурную карту Самотлорской площади, Владимир Абазаров принял решение тащить станок 5-Д на крупных блоках. Точка Р-1 была намечена в центре структуры.
- 1964 — предприняты первые попытки выйти на Самотлор. Они окончились неудачей.
- январь 1965 — началась прокладка трассы к месту бурения первой разведочной скважины Самотлора Р-1.
- апрель 1965 года — бригада Григория Норкина приступила к бурению скважины Р-1 на Самотлоре.
- 23 мая 1965 — завершено бурение первой разведочной скважины Р-1.
- 29 мая 1965 — из первой разведочной скважины Р-1 получен фонтан безводной нефти дебитом более 300 кубометров в сутки.
- 22 июня 1965 — из первой разведочной скважины Р-1 получен фонтанный приток безводной нефти более 1000 кубометров в сутки.
- 1966 — пробурены скважины Р-9 Самотлорская и Р-6 Белозёрная, которые подтвердили нефтеносность Самотлорской структуры.
- Промышленная нефтегазоносность выявлена в 18 продуктивных пластах, приуроченных к юрской и меловой системам, залегающих на глубинах от 1600 до 2500 метров. Начальный дебит скважин 47—1200 т/сут.
- 1967 — вышло постановление Совета Министров СССР «О неотложных мерах по обустройству Самотлорского месторождения в посёлке Нижневартовском».
- 13 декабря 1968 — руководитель Главного Тюменского производственного управления по нефтяной и газовой промышленности Виктор Муравленко подписал приказ № 338 по Главтюменнефтегазу «О вводе в эксплуатацию в 1969 году Самотлорского нефтяного месторождения».
- 27 января 1969 — началось бурение первой эксплуатационной скважины Самотлора № 200.
- 28 февраля 1969 — первую промышленную скважину № 200 ввели в эксплуатацию.
- 2 апреля 1969 — «двухсотку» подключили к нефтесборной сети Советского Союза. задвижку открывали Степан Повх и Иван Рынковой.
- конец 1969 — на Самотлоре добыто 106 тысяч тонн нефти, из которых 40 тысяч — сверхплановые.
- конец 1960-х — установлена первая памятная стела первой разведочной скважине Самотлора.
- 1970 — введена в действие линия электропередачи от Сургута до Нижневартовска, которая обеспечивала нужды нефтедобытчиков

### 1971—1980
- 1971 — на Самотлоре впервые смонтирована буровая вышка в поэтажном исполнении, разработанная и изготовленная в Тюмени под руководством В. И. Муравленко.
- 1971 — завершено строительство нижневартовского аэропорта, который также был необходим для освоения Самотлора.
- 1971 — Самотлор дал 9 миллионов 929 тысяч тонн нефти.
- 24 апреля 1971 — завершено строительство первого искусственного острова на озере Самотлор.
- 1972 — от Нижневартовска до Самотлора проложена автострада с бетонным покрытием.
- май 1972 — суточная добыча Самотлора сравнялась со «старейшиной» нефтедобычи страны — Баку.
- июнь 1972 — начато строительство трансконтинентальной нефтяной магистрали Самотлор — Тюмень — Уфа — Альметьевск.
- конец 1972 — добыт 21 миллион 162 тысяч тонн нефти.
- 1973 — начат «штурм» озера Самотлор.
- 23 ноября 1973 — достроена автомобильная дорога вокруг озера Самотлор — кольцо протяжённостью 66 км. Последний самосвал высыпал грунт и были уложены последние четыре плиты. Дорогу вокруг озера строили более трёх лет. Строители отсыпали более 3,5 млн м³ грунта, уложили для покрытия полотна около четырёх тысяч бетонных плит.
- конец 1973 — буровая бригада Геннадия Лёвина установила всесоюзный рекорд — 100 тысяч метров проходки в год.
- 12 июня 1974 — добыт 100-миллионная тонна нефти с начала эксплуатации месторождения[16].
- ноябрь 1974 — Самотлор вышел на добычу 100 тыс. тонн нефти в сутки.
- 1974 — введён в эксплуатацию нижневартовский газоперерабатывающий завод (ГПЗ).
- 1974 — вышкомонтажная бригада Ядыкара Вагапова построила тысячную буровую на Самотлорском месторождении. В этот период они строили более, чем по 100 буровых станков в месяц.
- 1974 — за год буровая бригада Геннадия Лёвина прошла без малого 103 тысячи метров.
- С 17 по 27 июня 1975 — в Нижневартовске прошёл первый фестиваль искусств, труда и спорта «Самотлорские ночи».
- 3 октября 1975 — добыта 200-миллионная тонна нефти.
- 1975 — в честь 10-летнего юбилея Самотлора установлена новая памятная стела первой разведочной скважине Р-1.
- 1975-1976 — проект "копёр" под руководством главного инженера Белова Юрия Васильевича.
- 14 ноября 1976 — железная дорога связала Самотлор с Тюменью. На станцию Нижневартовск прибыл первый поезд. Город и вся «нефтянка» получили надёжное транспортное сообщение с «большой землёй».
- 1976 — на Самотлоре за год добыто 110 млн тонн нефти.
- 1977 — завершён последний стык магистрального газопровода Нижневартовск — Кузбасс.
- 1977 — на Самотлоре за год добыто 130 миллионов тонн нефти.
- Начало 1978 — добыта полумиллиардная тонна нефти.
- 1978 — благодаря масштабному бурению Самотлор вышел на полумиллионную суточную добычу. В это время каждая новая скважина давала по 200—300, а иногда и по 1000 тонн нефти в сутки. Каждая третья тонна нефти в СССР поступала с Самотлора.
- 15 июня 1978 — у въезда в город открыли монумент «Покорителям Самотлора», который стал главной визитной карточкой Нижневартовска. На открытии памятника выступили Григорий Норкин и Григорий Пикман.
- В 1970-х годах Самотлор был взять в бетонное автодорожное кольцо. Впервые в мире был применён метод «плавающей насыпи» и «заторфовки». В связи с этим группа специалистов управления СУ-909 была удостоена Государственной премии СССР.
- 1980 — достигнут пик добычи годовой добычи — 158,9 миллиона тонн. Однако, вследствие интенсивной разработки месторождения в советский период качество запасов стало ухудшаться, добыча нефти резко снизилась.  Бывший начальник Мегионской нефтеразведочной экспедиции Владимир Алексеевич Абазаров связывает это с отсутствием контроля за добычей после смерти начальника Главтюменнефтегаза В.И. Муравленко, который в свою бытность очень придирчиво требовал соблюдения технических правил и оптимальных режимов. «Самотлор буквально разодрали по кусочкам, загубили 5 тысяч скважин. Из-за бесконечного «давай-давай»  истощились запасы, началось обводнение»[17].

### 1981—1990
- 27 июля 1981 — на месторождении добыта первая миллиардная тонна нефти.
- 1982 — начало эксплуатации газлифтного комплекса.
- 1983 — производственное объединение «Нижневартовскнефтегаз» добыло 215 миллионов 384 тысяч тонн нефти.
- 1984 — из-за чрезмерно интенсивной эксплуатации состояние месторождения резко ухудшилось — стали падать объёмы добычи. Началась операция по спасению Самотлора. Стали менять способ добычи от фонтанного к насосному, наращивать мощности по ремонту скважин (увеличивать количество станков и бригад).
- 1985 — Самотлор посетили генеральный секретарь ЦК КПСС Михаил Горбачёв и его жена Раиса Горбачёва.
- 1985 — построено 11 компрессорных станций газлифтного комплекса, проложено 590 километров газопроводов высокого давления. Под газлифт обустроено 1378 скважин. Газлифтный комплекс Самотлора признан крупнейшим в мире.
- 1985 — за год добыто 113 миллионов 344 тысяч тонн нефти.
- 12 октября 1986 — на месторождении добыта вторая миллиардная тонна нефти. Орденами и медалями наградили более 400 нефтяников.
- 15 июля 1990 — на Самотлоре пробурена первая горизонтальная скважина бригадой бурового мастера Николая Григорьевича Картышкина из УБР-3. Длина скважины составила около 200 метров.

### 1991—2000
- 1993 — за год на Самотлоре добыто 29 млн 59 тыс. тонн нефти.
- 18 августа 1995 — вышло постановление Правительства РФ № 816 «О реконструкции нефтепромысловых объектов Самотлорского месторождения Тюменской области за счёт использования внебюджетного финансирования». В августе учреждена Тюменская нефтяная компания (ТНК), в её состав вошли «Тюменнефтегаз», ПО «ННГ» со своими дочерними предприятиями и Рязанский НПЗ.
- 1996 — за год на Самотлоре добыто 21 млн 536 тыс. тонн нефти.
- 24 января 1997 — министр топлива и энергетики России П. Родионов посетил Самотлорское месторождение.
- 1997 — за год на Самотлоре добыто 21 млн 60 тыс. тонн нефти.
- 1998 — за год на Самотлоре добыто 20 млн 107 тыс. тонн нефти.
- 2000 — за год на Самотлоре добыто 20 млн 296 тыс. тонн нефти.

### 2001—2010
- 2001 — активно вводятся в разработку трудноизвлекаемые запасы.
- 2001 — за год на Самотлоре добыто 21 млн 487 тыс. тонн нефти.
- 2002 — на месторождении реабилитировано более 300 скважин.
- 2002 — за год на Самотлоре добыто 22 млн 355 тыс. тонн нефти.
- 2003 — за год на Самотлоре добыто 25 млн 332 тыс. тонн нефти.
- 2004 — за год на Самотлоре добыто 29 млн 38 тыс. тонн нефти.
- 2005 — продолжаются мероприятия по доразведке и вводу новой нефтяной залежи с извлекаемыми запасами 50 млн тонн нефти.
- 2005 — за год на Самотлоре добыто 30 млн 962 тыс. тонн нефти.
- 2006 — за год на Самотлоре добыто 30 млн 743 тыс. тонн нефти.
- 2008 — за год на Самотлоре добыто 29 млн 306 тыс. тонн нефти.
- 2009 — за год на Самотлоре добыто 27 млн 987 тыс. тонн нефти.
- 2010 — дан старт проекту строительства нефтепровода Пурпе — Самотлор. В Нижневартовском районе прошла церемония сварки первого стыка. В ней приняли участие: заместитель председателя правительства России И. Сечин, полномочный представитель президента в Уральском федеральном округе Н. Винниченко, губернатор Югры Н. Комарова и руководители крупнейших нефтяных компаний России.

### 2011—2020
- 2011 — на Самотлоре начали внедрять систему «Интеллектуальное месторождение».
- 2013 — ОАО «Самотлорнефтегаз», которое ведёт разработку месторождения, вошло в состав ПАО "НК «Роснефть».
- 2013 — предприятие первым в отечественной отрасли внедрило систему «Интеллектуальное месторождение». Она позволяет осуществлять оптимальное распределение ресурсов и подбор оборудования, эффективнее использовать значительный фонд скважин и сократить эксплуатационные расходы. Проект предусматривает: удалённое управление объектами нефтедобычи, повышение энергоэффективности, рациональное управление персоналом, круглосуточное использование беспилотных летательных аппаратов для контроля за производственными объектами.
- 2013 — за год на Самотлоре добыто более 22 млн тонн нефти.
- 2016 — на Самотлоре установлен отраслевой рекорд: впервые выполнено бурение скважины с проведением 20-стадийного гидравлического разрыва пласта. Позднее положительные результаты операции позволили выйти на новую высоту — проведение 29 стадий ГРП.
- 2017 — на Самотлоре приступили к опытно-промышленной эксплуатации полигона по переработке отходов бурения методом закачки в пласт. Производительная мощность комплекса — более 140 000 м³ бурового шлама в год.
- 2017 — Государственная Дума приняла закон о поправках в Налоговый кодекс, согласно которому для Самотлорского месторождения ввели инвестиционные стимулы в форме ежегодного снижения НДПИ со сроком на 10 лет. Введённые стимулы разработки Самотлорского месторождения позволили придать новый импульс развитию одного из крупнейших нефтяных месторождений страны. «Роснефти» удалось сократить снижение добычи до 1 % в год. Также введённая мера стимулирования разработки Самотлора обеспечила положительный эффект для государства в виде дополнительных поступлений в бюджет. С учётом предоставленного вычета положительный денежный поток государства за период 2018—2019 гг. составил более 111 млрд руб.
- 2018 — впервые в новейшей истории достигнут рекордный показатель по объёмам проходки. По итогам года он составил 1 млн 277 тысяч метров.
- 2018 — началось тиражирование проекта по бурению сложных скважин с большим отходом от вертикали с общим забоем более 6 километров. Новые технологии открыли доступ к неосвоенным нефтяным запасам в краевых зонах месторождения. В 2018 году в краевых зонах месторождения пробурено 40 скважин.
- 2019 — Самотлорское месторождение стало площадкой для опытно-промышленных испытаний (ОПИ) полимерного проппанта, разработанного учёными Корпоративного исследовательского центра ООО «РН-ЦИР» (входит в корпоративный научно-проектный комплекс «Роснефти»). Новаторский материал предназначен для повышения эффективности отдачи скважин при применении технологии гидроразрыва пласта (ГРП)[5].
- 2019 — поставлен рекорд суточной проходки на Самотлоре — 1020 метров на станок в сутки.
- 18 мая 2020 — обновлён рекорд суточной проходки на Самотлоре — 1186 метров на станок в сутки[18].
- 2020 — предприятиями АО «Самотлорнефтегаз» и ООО «РН-бурение» установлен отраслевой рекорд по скорости проведения 20-стадийного гидроразрыва пласта (ГРП) на скважинах со сложными геологическими условиями. На операцию потребовалось втрое меньше времени, чем обычно. Если раньше уходило от 10 до 13 суток в зависимости от сезона, то теперь — не более четырёх[18].
- 2020 — на месторождении достигнут рекордный показатель длины горизонтального участка, пробурённого без применения роторной управляемой системы — 2032 метра.
- 2020 — взят новый рубеж по коммерческой скорости бурения на Самотлоре. Он составил 5569 метров на станок в месяц.